# Isabella Banks
Pour les articles homonymes, voir Banks.
Isabella Varley Banks (25 mars 1821– 4 mai 1897), connue également comme Mrs G. Linnaeus Banks ou Isabella Varley, est une écrivaine anglaise du XIXe siècle, née à dans le Northern Quarter de la ville de Manchester, et auteure de divers romans et poèmes. Elle est notamment connue pour son livre The Manchester Man, oublié en 1876.